# Parnassiens

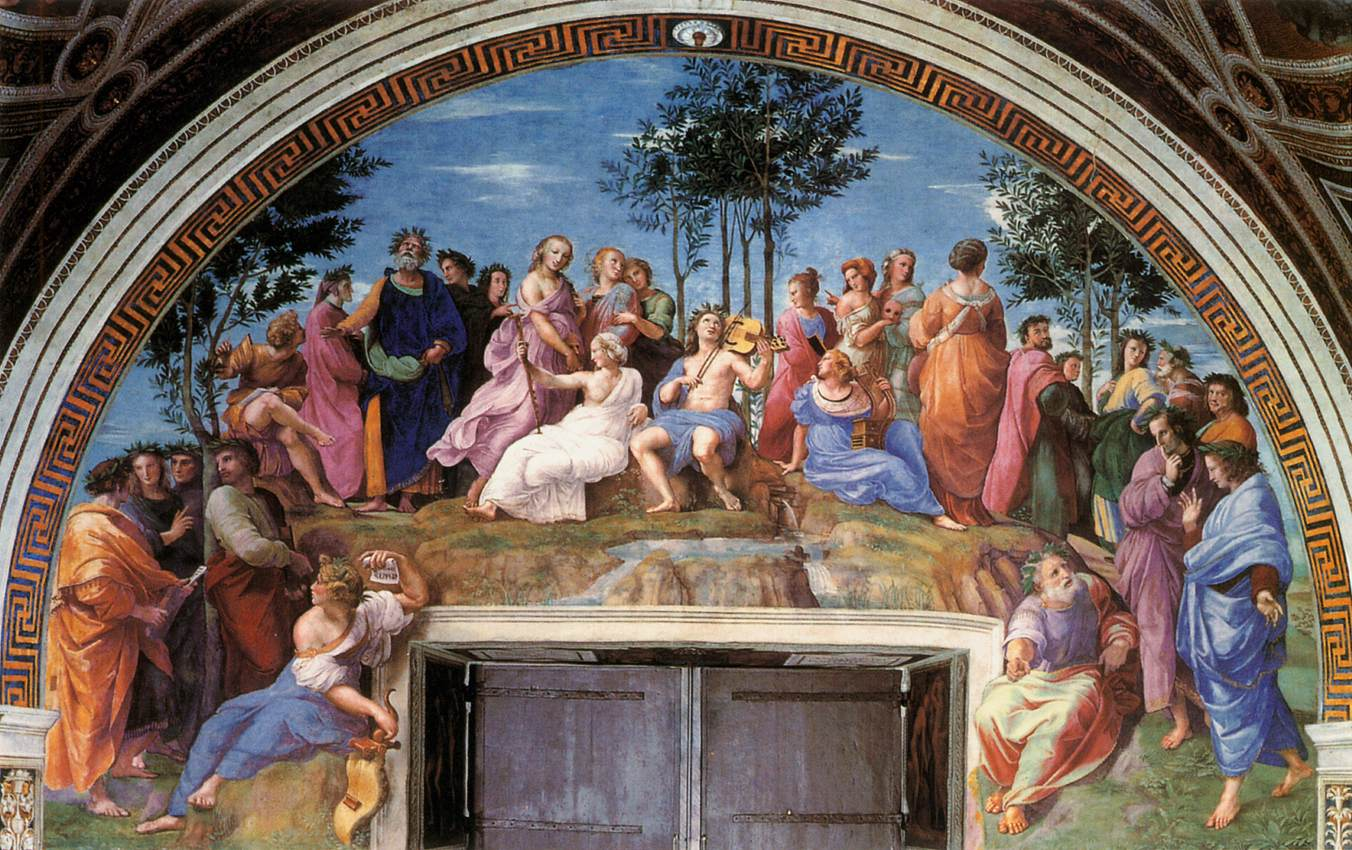
Der Parnass, Gemälde von Raffael (um 1510)

Die Parnassiens (Singular: Parnasse, auch Mouvement parnassien) waren eine französische Dichtergruppe in der zweiten Hälfte des 19. Jahrhunderts, die am Prinzip des L’art pour l’art (Théophile Gaultier) orientiert war. Kunst müsse nicht nützlich oder tugendhaft sein. Der Dichterkreis verdankt seinen Namen der 1866 bei Alphonse Lemerre erschienenen Anthologie Le Parnasse contemporain (der 1871 und 1876 ein zweiter und dritter Band folgten). Der Name bezieht sich auf den Parnassos, den „Berg der Musen“  der griechischen Mythologie.
Die Lyrik dieser Gruppe setzt sich von subjektivem und sentimentalem Lyrikverständnis der Romantik ab und ist von Formstrenge, „Impassibilité“ (Unpersönlichkeit, Zurückhaltung) geprägt. Die bedeutendsten Vertreter waren Charles Leconte de Lisle und Théophile Gautier. Andere wichtige Namen sind Théodore de Banville, Paul Verlaine, Sully Prudhomme, José-Maria de Heredia, François Coppée und Albert Giraud.
Die Parnassiens übten großen Einfluss auf viele europäische Lyriker wie z. B. auf Stefan George und auf die Dichter des lateinamerikanischen Modernismo aus.

## Geschichte
In den drei Jahrzehnten vor dem Beginn der Bewegung im Jahr 1866 gab es bereits Dichter, die als Vorläufer ihrer Hauptthesen gelten können. 1835 erfand Théophile Gautier im Vorwort zu seinem Roman Mademoiselle de Maupin seine Theorie der „l'art pour l'art“. 1852 versuchte er diese Theorien in einer Sammlung namens Émaux et Camées in die Praxis umzusetzen.
Die tatsächliche Parnass-„Bewegung“ im Rang einer literarischen Mode begann 1866 mit der Veröffentlichung von 18 Broschüren, die der Verleger Alphonse Lemerre unter dem Namen Le Parnasse contemporain, recueil de vers nouveaux zusammenstellte und die Gedichte von etwa 40 Dichtern enthielt. Die Bezeichnung „Parnassien“, von den Kritikern zunächst ironisch verwendet, wurde schnell angenommen, um diese Dichter zu bezeichnen. Auf Le Parnasse contemporain folgten zwei weitere Sammlungen mit demselben Titel, die zweite in den Jahren 1869–71 und die dritte 1876.
In den Jahren 1866 bis etwa 1876 wurden insgesamt etwa 100 Dichter veröffentlicht, die sich allerdings nicht alle den (Haupt)Thesen der Parnassiens anschlossen.
Unter diesen Dichtern befinden sich große Namen wie Baudelaire, Verlaine und Mallarmé. Rimbaud selbst wurde dort nie veröffentlicht. 1871 traf er in Paris mit den Parnassiens zusammen, distanzierte sich aber schnell von ihrer Art der Dichtung.
Die letzte Ausgabe von 1876 markierte das Ende der „Bewegung“, da sich der Symbolismus als moderner erwies. Der Geist der Parnassien war zwar im Schwinden begriffen, blieb aber noch einige Jahre unterschwellig in expressionistischen wie surrealistischen Strömungen erhalten.

## Kritik
Gerard Manley Hopkins verwendet den Begriff „parnassian“ (en), um eine kompetente, aber uninspirierte Dichtung zu beschreiben. Er identifiziert diese besondere Tendenz im Werk von Alfred Tennyson und nennt sein Gedicht Enoch Arden als Beispiel.
Im Vorwort zu seiner Anthologie de la poésie française schrieb Georges Pompidou über die parnassischen Dichter: „Il y a là tout ce qui m'ennuie“ (Es gibt dort alles, was mich langweilt).
Dem ferngeachtet blieb die Dichtergruppe weitgehend wirkungslos. Zu bürgerlich, zu angepasst, zu sehr formalisiert in Reimschemata verhaftet. Etwas, was man als den französischen Komplex bezeichnen könnte: Man verliert sich in Formalismen resp. Attitüden.
Einzig selbst wirkungsmächtig blieben Verlaine, der sich selbst zu den Parnassiens zählte. Die Auswirkungen der „Parnassiens“, des „Mouvement“ waren Rimbaud unmittelbar oder André Breton, Trakl, der Dadaismus sowie der Surrealismus als Reaktion der zweiten oder dritten Instanz.
Letztlich waren die Parnassiens eine bürgerlich-literarische Strömung von hoher Impulskraft, die in ihren eigenen Ideen- und Fügungskreisen solange existierte, bis sie von politischen, rebellischen und dichterischen Ansätzen bereits überholt war, ohne es zu bemerkt zu haben.